# 墨脱华鲮
墨脱华鲮（学名：Sinilabeo dero）为鲤科华鲮属的鱼类。分布于印度以及大盈江、龙川江等，多见于清水河段。该物种的模式产地在布拉马普特拉河。

## 扩展阅读
維基物種上的相關：墨脱华鲮